# 생생 건강테크
《생생 건강테크》는 2004년 11월 1일부터 2005년 10월 28일까지 방송되었던 시사교양 프로그램이다.

## 기획의도
- 건강은 건강할 때 지켜가자! - 예방법을 강조.
- 요일별로 건강에 대한 궁금증 해결, 질병 정보와 완치사례, 건강법 소개, 음식 섭생법과 명의 특강 등을 통해 예방법부터 실천방법까지 건강하게 살 수 있는 방향을 제시!
- 잘 먹고 잘 살고자 하는 현대인의 욕구를 충족시키기 위해 단순한 건강법 및 정보소개에 그치지 않고 '정확한 검사와 의학적 검증, 성공과 실패 사례 제시'를 통한 신뢰성 획득!

## 프로그램 형식
- 종합구성

## 프로그램 내용
- 월요일 : [SOS! TV닥터] - 건강, 의학, 질병에 관한 시청자의 궁금증을 과학적 분석 및 전문가 상담.
- 화요일 : [질병극복, 완치에 도전한다] - 질병치료 사례자 중심으로 단위 질병에 관한 정보와 치료법 소개.
- 수요일 : [건강 대한민국] - 발병율이 높은 질병소개, 질병 치료를 위한 건강법, 생활 속의 실천방안까지 소개
- 목요일 : [생생 음식보감] - 섭생을 통해 건강을 개선한 사람들의 사례를 통해 음식에 관한 정보제공 및 건강한 식습관 제시.
- 금요일 : [명의 특강] - 한의, 양의 전문의 초빙, 건강정보 특강

## 프로그램 회차

### 2004년
| 회차 | 방송일    | 제목                                                          |
| ---- | --------- | ------------------------------------------------------------- |
| 1회  | 11월 1일  | < SOS,TV닥터 >우리아이 머리카락이 자꾸 빠져요!                |
| 2회  | 11월 2일  | 질병! 완치에 도전한다 <요통>                                  |
| 3회  | 11월 3일  | <건강인,건강법>이영림 박사                                    |
| 4회  | 11월 4일  | <생생 음식보감 : 양파>                                        |
| 5회  | 11월 5일  | <명의특강>암, 극복할 수 있다!                                 |
| 6회  | 11월 8일  | < SOS,TV 닥터>만성적인 상체통증, 도대체 왜?                   |
| 7회  | 11월 9일  | 질병! 완치에 도전한다 <남성불임>                              |
| 8회  | 11월 10일 | <건강인, 건강법> 자연건강인 배성권의 니시 건강법              |
| 9회  | 11월 11일 | <생생 음식보감 : 감자>                                        |
| 10회 | 11월 12일 | <명의특강>담배와 암                                           |
| 11회 | 11월 15일 | < SOS,TV닥터 >머리가 지끈지끈, 눈이 침침, 이젠 지긋지긋해요!! |
| 12회 | 11월 16일 | <질병! 완치에 도전한다 <생리불순>                             |
| 13회 | 11월 17일 | <건강인,건강법> 황영조 감독의 마라톤 건강법                   |
| 14회 | 11월 18일 | <생생 음식보감 : 연근>                                        |
| 15회 | 11월 19일 | <명의특강>암을 잡는 방법!                                     |
| 16회 | 11월 22일 | < SOS,TV 닥터 >지독한 입 냄새, 사람만나기가 두려워요!!        |
| 17회 | 11월 23일 | 질병! 완치에 도전한다 < 치 질 >                               |
| 18회 | 11월 24일 | <건강인,건강법> 김열규 교수의 건강법                          |
| 19회 | 11월 25일 | <생생 음식보감 : 검은깨>                                      |
| 20회 | 11월 26일 | <명의특강> 정자와 난자가 만났을 때 & 사랑은 피다!             |
| 21회 | 11월 29일 | < SOS,TV 닥터 >머리가 울리고 어깨 목이 쿡쿡 쑤셔요~           |
| 22회 | 11월 30일 | 질병, 완치에 도전한다 <퇴행성관절염>                          |
| 23회 | 12월 1일  | <건강인, 건강법> 기찬 인생, 기찬 건강법 정기인 교수           |
| 24회 | 12월 2일  | <생생 음식보감 : 감>                                          |
| 25회 | 12월 3일  | <명의특강>폐경이 아니라 완경이다!                             |
| 26회 | 12월 6일  | < SOS,TV 닥터 >뭐라고요? 귀가 잘 안들려요!                    |
| 27회 | 12월 7일  | 질병, 완치에 도전한다 <갑상선 질환>                           |
| 28회 | 12월 8일  | <건강인, 건강법> 이경순 할머니의 걷기 운동법                  |
| 29회 | 12월 9일  | <음식보감 : 배추>                                             |
| 30회 | 12월 10일 | <명의특강>유방건강을 지키는 법!!                              |
| 31회 | 12월 13일 | < SOS,TV 닥터 >찌릿찌릿, 욱신욱신 손이 저려요~                |
| 32회 | 12월 14일 | 질병! 완치에 도전한다<감기>                                   |
| 33회 | 12월 15일 | <건강인, 건강법> 일휴스님의 장수 건강법                       |
| 34회 | 12월 16일 | <음식보감 : 파래>                                             |
| 35회 | 12월 17일 | <명의특강>자궁팰리스의 아픔-자궁지키기 프로젝트!              |
| 36회 | 12월 20일 | < SOS,TV 닥터 >턱이 틀어지면 온몸이 틀어진다구요??            |
| 37회 | 12월 21일 | 질병, 완치에 도전한다<척추측만증>                             |
| 38회 | 12월 22일 | <건강인, 건강법> 대한노인회 안필준 회장의 노년을 위한 건강법  |
| 39회 | 12월 23일 | <음식보감 : 귤>                                               |
| 40회 | 12월 24일 | <명의특강>허리가 서야 가정이 행복하다!                        |
| 41회 | 12월 27일 | < SOS,TV 닥터 >코피 얕봤다간 큰 코 다친다고요??               |
| 42회 | 12월 28일 | 질병, 완치에 도전한다 <성장장애>                              |
| 43회 | 12월 29일 | <건강인, 건강법> 박주희 할아버지의 맷돌 건강법                |
| 44회 | 12월 30일 | <음식보감 : 명태>                                             |
| 45회 | 12월 31일 | <명의특강>허리가 서야 가정이 행복하다!                        |

### 2005년
| 회차             | 방송일    | 제목                                                               |
| ---------------- | --------- | ------------------------------------------------------------------ |
| 46회             | 1월 3일   | < SOS,TV 닥터 >건강검진, 비싼 것이 좋은 건가요?                    |
| 47회             | 1월 4일   | 질병, 완치에 도전한다 <복부비만>                                   |
| 48회             | 1월 5일   | <건강인, 건강법> 한신대 오영석 총장의 건강법                       |
| 49회             | 1월 6일   | <생생 음식보감 : 굴>                                               |
| 50회             | 1월 7일   | <명의특강>허리가 서야 가정이 행복하다!                             |
| 51회             | 1월 10일  | < SOS,TV 닥터 >잦은 설사가 '부정교합'때문이라고요??                |
| 52회             | 1월 11일  | 질병, 완치에 도전한다 <변비>                                       |
| 53회             | 1월 12일  | <건강인, 건강법> 일석삼조 웰빙 건강법, 복싱 에어로빅               |
| 54회             | 1월 13일  | <생생 음식보감 : 마>                                               |
| 55회             | 1월 14일  | <명의특강>태아의 뇌를 자극하라!-뇌 태교 혁명                       |
| 56회             | 1월 17일  | < SOS,TV 닥터 >오십견이 아니라 어깨 힘줄 파열이라고요??            |
| 57회             | 1월 18일  | 질병, 완치에 도전한다<생리통>                                      |
| 58회             | 1월 19일  | <건강인, 건강법> 2.5g 공에 담긴 건강 비결, 탁구                    |
| 59회             | 1월 20일  | <생생 음식보감 : 낙지>                                             |
| 60회             | 1월 21일  | <명의특강> 우리아이도 에디슨이 될 수 있다!                         |
| 61회             | 1월 24일  | < SOS,TV 닥터 >다리에 울퉁불퉁 핏줄이 솟았어요!                    |
| 62회             | 1월 25일  | 질병, 완치에 도전한다 <유방암>                                     |
| 63회             | 1월 26일  | <건강인, 건강법> 맞춤형 웰빙 건강법, 필라테스                      |
| 64회             | 1월 27일  | <생생 음식보감 : 우엉>                                             |
| 65회             | 1월 28일  | <명의특강> 불임, 치유할 수 있다!!                                  |
| 66회             | 1월 31일  | < SOS,TV 닥터 > 갑자기 시린 이, 뽑아야 한다고요??                  |
| 67회             | 2월 1일   | <피부 젊음의 척도 주름>                                            |
| 68회             | 2월 2일   | <건강인, 건강법> 활력충전 100% 밸리 댄스!                          |
| 69회             | 2월 3일   | <생생 음식보감 : 닭>                                               |
| 70회             | 2월 4일   | <명의특강> 습관성 유산, 예방할 수 있다!                            |
| 71회             | 2월 7일   | <설특집 생생건강테크>                                              |
| 72회             | 2월 11일  | <명의특강> 유전질환, 극복할 수 있다!                               |
| 73회             | 2월 14일  | < SOS,TV 닥터 > 시도 때도 없이 '찔끔', 요실금                      |
| 74회             | 2월 15일  | 질병, 완치에 도전한다 <산후비만>                                   |
| 75회             | 2월 16일  | <우리 아이 튼튼 클리닉> 시력 저하를 막아라!                        |
| 76회             | 2월 17일  | <생생 음식보감 : 달걀>                                             |
| 77회             | 2월 18일  | <명의특강>유방암, 극복할 수 있다!                                  |
| 78회             | 2월 21일  | < SOS,TV 닥터 > 호흡곤란의 원인이 만성위염이라고요??               |
| 79회             | 2월 22일  | 질병, 완치에 도전한다 <뇌하수체 종양>                              |
| 80회             | 2월 23일  | <튼튼클리닉>아토피                                                 |
| 81회             | 2월 24일  | <생생 음식보감 : 호두>                                             |
| 82회             | 2월 25일  | <명의특강> 식탁 위의 항암식품!                                     |
| 83회             | 2월 28일  | < SOS,TV 닥터 >손이 시려워~ 발이 시려워~, 수족냉증!                |
| 84회             | 3월 2일   | <튼튼클리닉> 소아비만                                              |
| 85회             | 3월 3일   | <생생 음식보감 : 우유>                                             |
| 86회             | 3월 4일   | <명의특강> 생리통, 참으면 병이다!                                  |
| 87회             | 3월 7일   | < SOS TV,닥터 > 소리없이 찾아오는 뼈도둑 '골다공증'                |
| 88회             | 3월 8일   | 질병, 완치에 도전한다<전립선 질환>                                 |
| 89회             | 3월 9일   | <튼튼클리닉> 휜다리를 교정하라!                                    |
| 90회             | 3월 10일  | <생생 음식보감 : 시금치>                                           |
| 91회             | 3월 11일  | <명의특강> 여성의 적, 불감증과 우울증!                             |
| 92회             | 3월 14일  | < SOS, TV닥터 > 자주 체하는 이유가 담석 때문이라고요?              |
| 93회             | 3월 15일  | 질병, 완치에 도전한다 <코골이>                                     |
| 94회             | 3월 16일  | <튼튼클리닉> 청소년 여드름                                         |
| 95회             | 3월 17일  | <생생 음식보감 : 알로에>                                           |
| 96회             | 3월 18일  | <명의특강> 우울증도 병! 치료하면 낫는다!                           |
| 97회             | 3월 21일  | < SOS, TV닥터 > 자주 체하는 이유가 담석 때문이라고요?              |
| 98회             | 3월 22일  | 질병, 완치에 도전한다 <탈모>                                       |
| 99회             | 3월 23일  | <튼튼클리닉> 소아예방접종                                          |
| 100회            | 3월 24일  | <음식보감 : 새싹채소>                                              |
| 101회            | 3월 25일  | <명의특강> 우뇌형 한국사회의 성공과 좌절                           |
| 102회            | 3월 28일  | < SOS, TV 닥터 > 얼굴이 화끈, 가슴이 두근두근 갱년기 때문이라고요? |
| 103회            | 3월 29일  | 질병, 완치에 도전한다 <봄철 안질환>                                |
| 104회            | 3월 30일  | 튼튼클리닉 <알레르기 비염>                                         |
| 105회            | 3월 31일  | <생생 음식보감 : 미나리>                                           |
| 106회            | 4월 1일   | <명의특강> 한국형 당뇨병의 실체와 원인!                            |
| 107회            | 4월 4일   | < SOS TV닥터 > 가슴이 뻐근, 숨이 헉헉! 협심증 때문이라고요?        |
| 108회            | 4월 6일   | 튼튼클리닉 <미혼여성들의 월경장애>                                 |
| 109회            | 4월 7일   | <생생 음식보감 : 발아현미>                                         |
| 110회            | 4월 8일   | <명의특강> 당뇨병의 치료와 예방!                                   |
| 111회            | 4월 11일  | < SOS TV 닥터 > 어질어질 어지럼증, 귀 때문이라고요?                |
| 112회            | 4월 12일  | 봄철 피부 스트레스 <기미>                                          |
| 113회            | 4월 13일  | <튼튼클리닉> 천식                                                  |
| 114회            | 4월 14일  | <생생 음식보감 : 허브>                                             |
| 115회            | 4월 15일  | <명의특강> 심장건강의 첫 걸음, 혈압!                               |
| 116회            | 4월 18일  | < sos tv 닥터 > 얼굴이 퉁퉁 '부종' 소화기장애때문이라고요?         |
| 117회            | 4월 19일  | 질병, 완치에 도전한다 <지방간>                                     |
| 118회            | 4월 20일  | <튼튼클리닉- 심미치과편>                                           |
| 119회            | 4월 21일  | <생생음식보감 : 두부>                                              |
| 120회            | 4월 22일  | <명의특강> 협심증과 심근경색증                                     |
| 121회            | 4월 25일  | < SOS TV 닥터 > "뚜둑, 시큰시큰~ 혹시 관절염일까요?"               |
| 122회            | 4월 26일  | 질병, 완치에 도전한다 <목디스크>                                   |
| 123회            | 4월 27일  | 튼튼클리닉 <춘곤증과 수면>                                         |
| 124회            | 4월 28일  | <생생음식보감 : 쑥>                                                |
| 125회            | 4월 29일  | <명의특강> 생활습관을 바꾸면 위도 건강하다!                        |
| 126회            | 5월 2일   | < sos tv닥터 > 욱신욱신~허리통증, '혹시 디스크일까요?'             |
| 127회            | 5월 3일   | 질병, 완치에 도전한다 <구강건강>                                   |
| 128회            | 5월 4일   | <땀냄새 고민, 미리미리 하세요>                                     |
| 129회            | 5월 6일   | <명의특강> "갑상선 질환, 알아야 정복한다!" -오연상박사 1           |
| 130회            | 5월 9일   | [SOS TV 닥터] "지끈지끈 어질어질~ 대사증후군이라구요?"             |
| 131회            | 5월 10일  | 질병, 완치에 도전한다 <환절기 피부질환>                            |
| 132회            | 5월 11일  | 건강대한민국<우리아이, 숨은 키를 찾아라>                           |
| 133회            | 5월 12일  | <생생음식보감 : 마늘>                                              |
| 134회            | 5월 13일  | <명의특강> "갑상선 질환, 알아야 정복한다!" -오연상박사 2편         |
| 135회            | 5월 16일  | < SOS TV 닥터 > "꾀병이라구요? 섬유근육통입니다."                  |
| 136회            | 5월 17일  | 질병, 완치에 도전한다 <다크서클>                                   |
| 137회            | 5월 18일  | 건강대한민국<물! 물로 보지마~ 5%의 경고>                           |
| 138회            | 5월 19일  | <생생음식보감 : 녹차>                                              |
| 139회            | 5월 20일  | <명의특강> "신이 준 20g의 선물, 전립선" -권성원박사 1편            |
| 140회            | 5월 23일  | < SOS TV 닥터 > "온 몸이 근질근질~ 검버섯 맞나요?"                 |
| 141회            | 5월 24일  | 질병, 완치에 도전한다 <건강한 목소리 만들기 음성질환>              |
| 142회            | 5월 25일  | 건강대한민국<발건강의 비밀, 하이힐!>                               |
| 143회            | 5월 26일  | <생생음식보감 : 죽순>                                              |
| 144회            | 5월 27일  | <명의특강> "신이 준 20g의 선물, 전립선" -권성원박사 2편            |
| 145회            | 5월 30일  | < SOS TV 닥터 > "생리불순 치료할 방법은 없나요?"                   |
| 146회            | 5월 31일  | 질병, 완치에 도전한다 <두통>                                       |
| 147회            | 6월 1일   | <건강대한민국: 복부비만의 주범, 술!>                               |
| 148회            | 6월 2일   | <생생음식보감 : 더덕>                                              |
| 149회            | 6월 3일   | <명의특강> "당당하게 고치는 방광질환" 고성건박사 1편 요실금        |
| 150회            | 6월 6일   | < SOS TV 닥터 > "눈 안이 까끌까끌, 눈에 돌이 생겼어요!"            |
| 151회            | 6월 7일   | 질병, 완치에 도전한다 <화병>                                       |
| 152회            | 6월 8일   | 건강대한민국<온 몸을 위협하는 여름철 불청객, 무좀!>                |
| 153회            | 6월 9일   | <생생음식보감 : 멸치>                                              |
| 154회            | 6월 10일  | <명의특강> "당당하게 고치는 방광질환" 2편 방광염과 과민성방광      |
| 155회            | 6월 13일  | < SOS TV 닥터 > "뱃속이 부글부글, 대장염은 아닐까요?"              |
| 156회            | 6월 14일  | 질병, 완치에 도전한다<혀 질환>                                     |
| 157회            | 6월 15일  | 건강대한민국 <손저림증상, 주부를 위협한다!>                        |
| 158회            | 6월 16일  | < 생생음식 보감 : 표고버섯 >                                       |
| 159회            | 6월 17일  | <명의특강> "관절건강, 중년부터 지킨다!"                            |
| 160회            | 6월 20일  | < SOS TV 닥터 > 허리부터 다리까지 욱신욱신, 좌골신경통~!           |
| 161회            | 6월 21일  | 질병, 완치에 도전한다<중년 여성을 위협하는 고혈압>                 |
| 162회            | 6월 22일  | 건강대한민국 <비상! 조기폐경이 늘고 있다>                          |
| 163회            | 6월 23일  | <생생음식보감 : 파프리카>                                          |
| 164회            | 6월 24일  | <명의특강> "이제는 건강다이어트다!" 1편. 비만은 질병이다           |
| 165회            | 6월 27일  | < SOS TV 닥터 > "소리가 안 들리고 진물까지, 난청"                  |
| 166회            | 6월 28일  | 질병, 완치에 도전한다 < 오십견 >                                   |
| 167회            | 6월 29일  | <건강대한민국 - 소리없이 찾아오는 고통, 잇몸질환>                  |
| 168회            | 6월 30일  | <생생음식보감: 매실>                                               |
| 169회            | 7월 1일   | <명의특강> "이제는 건강다이어트다!" 2편. 건강 다이어트 비법        |
| 170회            | 7월 4일   | < SOS TV 닥터 > "깜빡깜빡 건망증, 혹시 조기치매?!"                 |
| 171회            | 7월 5일   | 질병, 완치에 도전한다 <녹내장&백내장>                              |
| 172회            | 7월 6일   | 건강대한민국 <수두의 또 다른 얼굴, 대상포진>                       |
| 173회            | 7월 7일   | <생생음식보감 : 가지>                                              |
| 174회            | 7월 8일   | <명의특강> "한방 비만치료법"                                       |
| 175회            | 7월 11일  | < SOS TV 닥터 >"만성위염, 무시하면 위암된다?!"                     |
| 176회            | 7월 12일  | 질병, 완치에 도전한다 <당뇨>                                       |
| 177회            | 7월 13일  | <건강대한민국: 여성건강의 시작! 내 몸에 맞는 피임>                 |
| 178회            | 7월 14일  | <생생음식보감 : 메밀>                                              |
| 179회            | 7월 15일  | <명의특강> "한방 비만치료, 이렇게 한다"                            |
| 180회            | 7월 18일  | < SOS TV 닥터 >"진한 소변, 신장이 이상해요~!"                      |
| 181회            | 7월 19일  | 질병, 완치에 도전한다 <불면증>                                     |
| 182회            | 7월 20일  | 건강대한민국<여성탈모! 당신도 예외일 순 없다>                      |
| 183회            | 7월 21일  | <생생음식보감 : 토마토>                                            |
| 184회            | 7월 22일  | <명의특강> "발을 보면 건강이 보인다"                               |
| 185회            | 7월 25일  | < SOS TV 닥터 >"가슴이 두근두근,심장이 이상해요~!"                 |
| 186회            | 7월 26일  | 질병, 완치에 도전한다 <다한증>                                     |
| 187회            | 7월 27일  | <건강대한민국: 허리가 바로 서야 건강이 바로 선다!>                 |
| 188회            | 7월 28일  | < 생생음식보감 : 포도 >                                            |
| 189회            | 7월 29일  | <명의특강> "발 관리도 맞춤식이다!"                                 |
| 190회            | 8월 1일   | < SOS TV 닥터 >"산통보다 심한 옆구리 통증, 요로결석~!"             |
| 191회            | 8월 2일   | 질병, 완치에 도전한다 <하지정맥류>                                 |
| 192회            | 8월 3일   | 건강대한민국 <유방암, 재발이 더 무섭다!>                           |
| 193회            | 8월 4일   | < 생생음식보감 : 당근 >                                            |
| 194회            | 8월 5일   | <명의특강> "치질에 대한 모든 것!"                                  |
| 195회            | 8월 8일   | < SOS TV 닥터 >"휴가철 후유증, 유행성 결막염"                      |
| 196회            | 8월 9일   | 질병, 완치에 도전한다<성인여드름>                                  |
| 197회            | 8월 10일  | 건강대한민국 <건강과 아름다움을 책임진다! 치아교정!>               |
| 198회            | 8월 11일  | < 생생음식보감 : 닭 >                                              |
| 199회            | 8월 12일  | <명의특강> "호르몬이 삶을 바꾼다! 1편"                             |
| 200회            | 8월 15일  | < SOS TV 닥터 >"여성 건강의 적신호, 갑상선 질환"                   |
| 201회            | 8월 16일  | 질병, 완치에 도전한다 <골다공증>                                   |
| 202회            | 8월 17일  | 건강대한민국<복통을 알면 건강이 보인다>                            |
| 203회            | 8월 18일  | < 생생음식보감 : 비트 >                                            |
| 204회            | 8월 19일  | <명의특강> "호르몬이 삶을 바꾼다! -2편-"                           |
| 205회            | 8월 22일  | < SOS TV 닥터 >"공포의 흰색 반점, 백반증"                          |
| 206회            | 8월 23일  | 질병, 완치에 도전한다 <만성피로>                                   |
| 207회            | 8월 24일  | <건강대한민국: 비타민, 현명한 섭취가 관건이다>                     |
| 208회            | 8월 25일  | < 생생음식보감 : 키위 >                                            |
| 209회            | 8월 26일  | <명의특강> "구강 건강의 모든 것"                                   |
| 210회            | 8월 29일  | < SOS TV 닥터 >"발목과 발 건강"                                    |
| 211회            | 8월 30일  | 질병, 완치에 도전한다 <관절염>                                     |
| 212회            | 8월 31일  | <건강대한민국: 중년의 눈을 밝혀라~! 노안수술!!!>                   |
| 213회            | 9월 1일   | <생생음식보감 : 율무>                                              |
| 214회            | 9월 2일   | <명의특강> "간 건강, 간염부터 잡아라!"                             |
| 215회            | 9월 5일   | [한의학특집] 제1탄 '폐'                                            |
| 216회            | 9월 6일   | 한의학특집 제 2탄 <심장>                                           |
| 217회            | 9월 7일   | 한의학특집 제3탄 간!!!                                             |
| 218회            | 9월 8일   | [한의학특집-난치병 두렵지 않다] 제 4탄 “위”                        |
| 219회            | 9월 9일   | 한의학 특집 제 5탄 <신장>                                          |
| 220회            | 9월 12일  | < SOS TV 닥터 >"참을 수 없는 통증, 편두통"                         |
| 221회            | 9월 13일  | 질병, 완치에 도전한다 <주름>                                       |
| 222회            | 9월 14일  | <건강 대한민국 : 감출수록 커지는 병! 요실금>                       |
| 223회            | 9월 15일  | <생생음식보감 : 대추>                                              |
| 224회            | 9월 16일  | 명의특강 <척추병과 바른 자세>                                      |
| 225회            | 9월 20일  | 질병, 완치에 도전한다 <감기>                                       |
| 226회            | 9월 21일  | <건강 대한민국 : 환절기 불청객, 건선!>                             |
| 227회            | 9월 22일  | <생생음식보감 : 고구마>                                            |
| 228회            | 9월 23일  | 명의특강 <자궁근종>                                                |
| 229회            | 9월 26일  | <명의특강> "치질에 대한 모든 것!"                                  |
| 230회            | 9월 27일  | 질병, 완치에 도전한다 <비듬>                                       |
| 231회            | 9월 28일  | <건강 대한민국 : 여성 성기능장애>                                  |
| 232회            | 9월 29일  | <생생음식보감 : 인삼>                                              |
| 233회            | 9월 30일  | 명의특강 <자궁이 건강해야 여성이 건강하다!>                        |
| 234회            | 10월 4일  | 질병, 완치에 도전한다 < 간 염 >                                    |
| 235회            | 10월 5일  | <건강 대한민국 : 협심증>                                           |
| 236회            | 10월 6일  | <생생음식보감 : 오미자>                                            |
| 237회            | 10월 7일  | 명의특강 <발기부전, 해법은?>                                       |
| 238회            | 10월 10일 | < SOS TV 닥터 >"손발이 차갑고 통증까지, 수족냉증~!"                |
| 239회            | 10월 11일 | 질병, 완치에 도전한다 < 기미 >                                     |
| 240회            | 10월 12일 | <건강 대한민국 : 비염 & 축농증>                                    |
| 241회            | 10월 13일 | <생생음식보감 : 올리브>                                            |
| 242회            | 10월 14일 | 명의특강 <우울증, 치료하면 낫는다!!>                               |
| 243회            | 10월 17일 | < SOS TV 닥터 >"소화불량, 알고 보니 담석증?!"                      |
| 244회            | 10월 18일 | 질병, 완치에 도전한다 <손톱 발톱 질환>                             |
| 245회            | 10월 19일 | <건강 대한민국 : 천식>                                             |
| 246회            | 10월 20일 | <생생음식보감 : 단호박>                                            |
| 247회            | 10월 21일 | 명의특강 <신체형장애>                                              |
| 248회            | 10월 24일 | < SOS TV 닥터 >"코골이다 병이다, 수면무호흡증"                     |
| 249회            | 10월 25일 | 질병, 완치에 도전한다 <목 디스크>                                  |
| 250회            | 10월 26일 | <건강 대한민국 >                                                   |
| 251회            | 10월 27일 | <생생음식보감 : 검은콩>                                            |
| 252회 (마지막회) | 10월 28일 | 명의특강 - 여성의 심장 건강                                        |

## 방송 시간
- 매주 평일 오전 10시 50분 ~ 11시 20분

## 역대 진행자
- 김병찬, 김윤지 (2004년 11월 1일 ~ 2005년 4월 29일)
- 이재홍, 박사임 (2005년 5월 2일 ~ 2005년 10월 28일)